# David Vincent Hooper
David Vincent Hooper (31 de agosto de 1915, Reigate - maio de 1998) foi um proeminente escritor sobre enxadrismo e enxadrista amador britânico. Como enxadrista, empatou em quinto lugar no Campeonato Britânico de 1949 e venceu o campeonato de xadrez por correspondência de 1944 e o campeonato de Londres de 1948. Participou também das Olimpíadas de Xadrez de Helsinki em 1952.
Hooper foi um especialista na teoria de finais e da história do xadrez no século XX. Sua obra mais conhecida é o livro The Oxford Companion to Chess (co-autorado com Kenneth Whyld), Steinitz (Hamburgo 1968, em alemão), e A Pocket Guide to Chess Endgames (Londres 1970).

## Livros publicados
- Hooper, David (1970). A Pocket Guide to Chess Endgames (em inglês). [S.l.]: Bell & Hyman. ISBN 0-7135-1761-1
- Euwe, Max e Hooper, David (1959). A Guide to Chess Endings (em inglês). [S.l.]: Dover (reimpressão em 1976). ISBN 0-486-23332-4
- Whyld, Kenneth e Hooper, David (1992). The Oxford Companion to Chess (em inglês) 2ª ed. [S.l.]: Oxford University Press. ISBN 0-19-280049-3
- Hooper, David (1968). Practical Chess Endgames (Chess Handbooks) (em inglês). [S.l.]: Law Book Co of Australasia. ISBN 0-710-05226-X
- Cafferty, Bernard e Hooper, David (1979). A Complete Defence to 1P-K4: A Study of Petroff's Defence (em inglês) 2ª ed. [S.l.]: Pergammon Press. ISBN 0-08-024088-7
- Cafferty, Bernard e Hooper, David (1981). A Complete Defence to 1d4: A Study of the Queen's Gambit Accepted (em inglês). [S.l.]: Pergammon Press. ISBN 0-08-024102-6
- Hooper, David e Brandreth, Dale (1975). The Unknown Capablanca (em inglês). [S.l.]: B.T. Batsford. ISBN 978-0486276144